# Clas Haraldsson
Clas Oskar Haraldsson (* 1. September 1922 in Hedlunda; † 14. August 1984 in Hälsingfors) war ein schwedischer Skilangläufer und Nordischer Kombinierer.
Haraldsson, der für den Lycksele IF startete, errang bei den Svenska Skidspelen 1947 in Sundsvall den zweiten Platz in der Nordischen Kombination. Im folgenden Jahr nahm er an den Olympischen Winterspielen in St. Moritz teil. Dabei belegte er den 33. Platz im Skilanglauf über 18 km und den zehnten Rang in der Nordischen Kombination. In den Jahren 1949 und 1951 wurde er schwedischer Meister in der Nordischen Kombination.